# Proljetni trokut
Proljetni trokut je astronomski asterizam koji uključuje zamišljeni trokut nacrtan na nebeskoj sferi s njegovim definirajućim vrhovima na Arkturu, Spiki i Regulu. Ovaj trokut povezuje zviježđa Volara, Djevice i Lava. Vidljivo je da se uzdiže na jugoistočnom nebu sjeverne polutke između ožujka i svibnja. 
George Lovi iz Sky & Telescope magazina ima malo drugačiji proljetni trokut, uključujući i rep Lava, Denebolu, umjesto Regula. Denebola je tamnija, ali je trokut gotovo jednakostraničan.
Ove zvijezde tvore dijelove većeg proljetnog asterizma zvanog Veliki Dijamant zajedno s Cor Carolijem. 

## Zvijezde proljetnog trokuta
| Konstelacija | Ime      | Prividna veličina | Luminoznost ( × solarni) | Spektralni tip | Udaljenost ( svjetlosne godine ) |
| ------------ | -------- | ----------------- | ------------------------ | -------------- | -------------------------------- |
| Volar        | Arkturus | -0,04             | 176                      | K1.5           | 36.7                             |
| Djevica      | Spika    | 1.04              | 12100                    | B1             | 260                              |
| Lav          | Regul    | 1.35              | 288                      | B7             | 79,3                             |
| Lav          | Denebola | 2.11              | 15                       | A3             | 35,9                             |